# عكبر اجتماعي
عكبر اجتماعي (الاسم العلمي: Microtus socialis) (بالإنجليزية: Social Vole)‏ هو نوع من القوارض يتبع جنس العكبر من الفصيلة القدادية.